# Швац
Швац град је у Аустрији, смештен у западном делу државе. Значајан је град у покрајини Тирол, у оквиру округа Швац.

## Природне одлике
Швац се налази у западном делу Аустрије, 470 км западно од Беча. Главни град покрајине Тирол, Инзбрук, налази се 30 km западно од града.
Град Швац се сместио у долини реке Ин, „жиле куцавице“ Тирола. Изнад града се стрмо издижу Алпи. Надморска висина града је око 550 m.

## Становништво
| 1971.  | 1981.  | 1991.  | 2001.  | 2011.  |
| ------ | ------ | ------ | ------ | ------ |
| 10.298 | 10.929 | 11.839 | 12.212 | 11.994 |

Данас је Швац град са око 13.000 становника. Последњих деценија број градског становништва се повећава.

## Галерија
- Главна градска улица
- Торњеви градске римокатоличке цркве
- Дворац Фрајндсберг изнад града

## Партнерски градови
- Сату Маре
- Минделхајм
- Бур де Пеаж
- East Grinstead
- Сан Фелију де Гишолс
- Вербанија
- Термено
- Болцано